# Sefarad

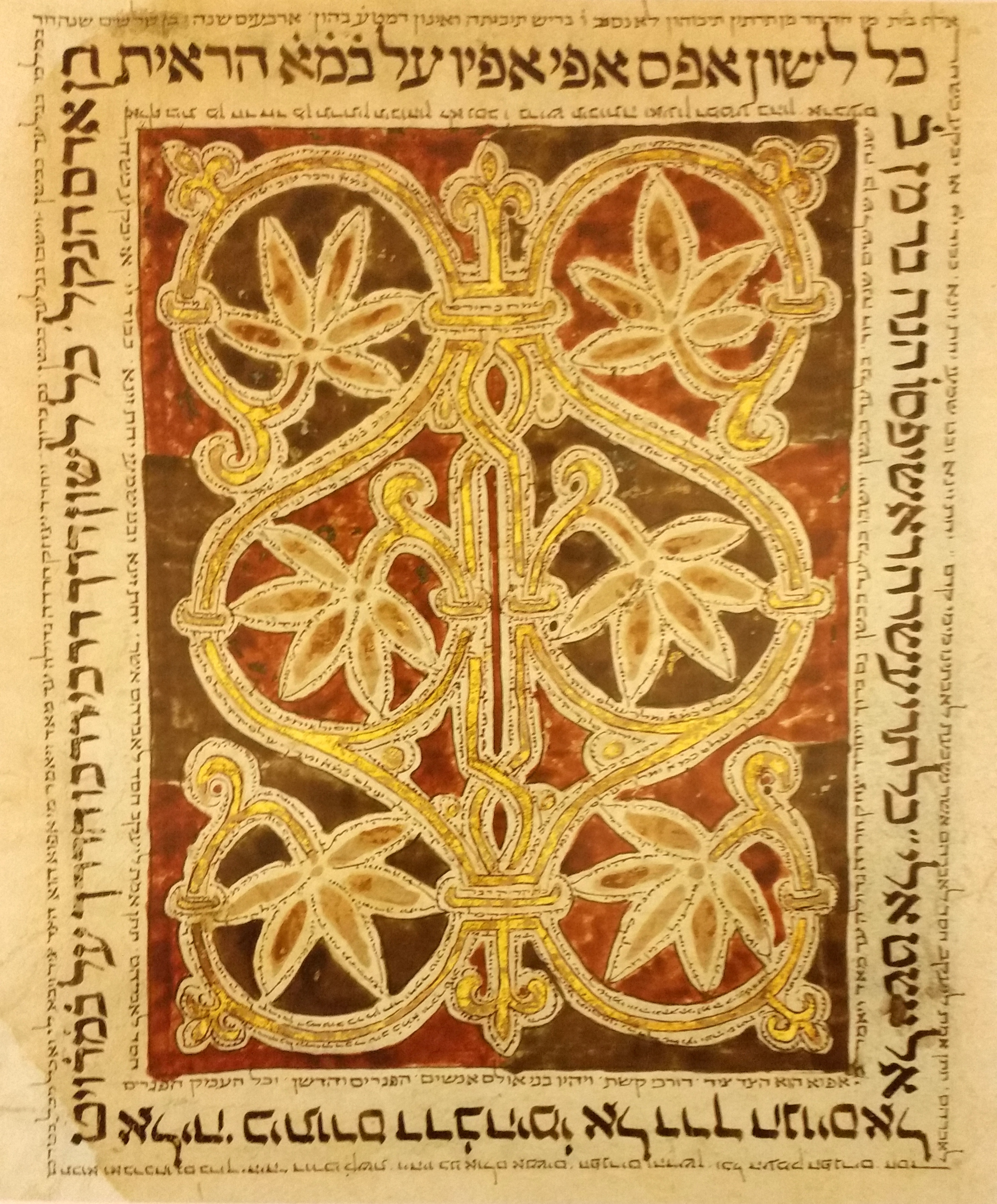
Biblia de Burgos creada por Menahem bar Abraham ibn Malik.

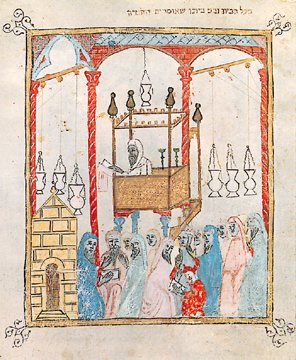
Miniatura de una Hagadá española (Hagadá Hermana, Arte sefardí, Barcelona, 1350). Presenta el interior de una sinagoga, con la lectura de la Torá (La vida judía en Sefarad).

Sefarad (en hebreo: סְפָרַד‎) es un topónimo bíblico aplicado a la península ibérica por la tradición judía, mientras queda reservado su uso en la lengua hebrea moderna para la actual España (usando el nombre propio Portugal para el país vecino).
Aunque el término Sefarad se ha usado por los judíos con toda probabilidad ya desde la época de la Antigua Roma para hacer referencia a la península ibérica, se cree que su identificación de con los reinos de Castilla y Aragón se produjo tras la expulsión de los judíos de 1492, si bien, a su vez, el término sefardíes hace referencia tanto a estos como a los judíos expulsados de Portugal en 1497 y sus descendientes, es decir el total de judíos de la península ibérica que se vieron obligados a marcharse a raíz de los decretos de expulsión. Cabe destacar que una gran parte de los judíos expulsados de Portugal formaban parte de los anteriormente expulsados de España quienes se habían establecido en el país vecino poco antes.

## Sefarad en la Biblia y la tradición
Sefarad es el nombre con el que la tradición judía a la península ibérica. En la Biblia hebrea el término aparece una sola vez, en el Libro de Abdías 1:20:
La multitud de los deportados de Israel
ocupará Canaán hasta Sarepta,
y los deportados de Jerusalén que están en Sefarad
ocuparán las ciudades del Négueb.
El pasaje, de datación incierta como el resto del libro, se vincula con el período de la cautividad de Babilonia y la posterior dispersión del pueblo judío tras la destrucción de Jerusalén en el 586 a. C. Según la interpretación literal, algunos habitantes de la ciudad fueron deportados a un lugar denominado Sefarad.
Los exégetas judíos de la Biblia identificaron Sefarad con Hispania al menos desde el Tárgum de Jonatán, traducción al arameo de los libros proféticos realizada por Jonatán ben Uzziel, probablemente de época romana. A partir del siglo II d. C., los judeoespañoles le dieron el nombre Sefarad a la península ibérica, aunque su identificación política (de los reinos de habla hispana) puede que sea más tardía (en la Baja Edad Media, en todo caso anterior al Edicto de Granada). La interpretación de uso bíblico de la palabra, sin embargo, ha sido objeto de debate. Algunos han sugerido la identificación del nombre en el Libro de Abdías con ubicaciones alternativas en Oriente Próximo, tales como:  
- Sparda (Sardes), ciudad de Lidia en Asia Menor;
- Shaparda, asentamiento cercano a Babilonia;
- Sabariam o Sibraïm, lugar citado en fuentes antiguas y situado cerca de Hama (Siria).[5]

Si bien otros eruditos han cuestionado la identificación del nombre con lugares cercanos a Canaan, ya que el objetivo del texto bíblico es señalar una amplia extensión geográfica (matizando la lejanía de la dispersión de los judíos en la diáspora); también se ha cuestionado el método de emparejar toponimia únicamente en base de aproximación de sonidos. Incluso se ha llegado a sugerir un origen del nombre basado en ciertas palabras hebreas como sefer (‘libro’) o sefardea (‘rana’), basado en supuesta proliferación de ranas que hubo en lugares de la península donde se asentaron los judíos, bastante símil con el uso de otra palabra de origen hebreo, shefaim (‘conejos’), que se baraja como origen toponímico de Hispania. Sea como fuere, parece que el nombre fue usado en este contexto por judíos ya hallados en la península, posterior a la expulsión de los judíos de Tierra Santa y anterior al Tárgum de Jonatán, la primera fuente conocida donde se relaciona la toponimia judía local con la frase bíblica.

## Identificación de Sefarad conEspaña

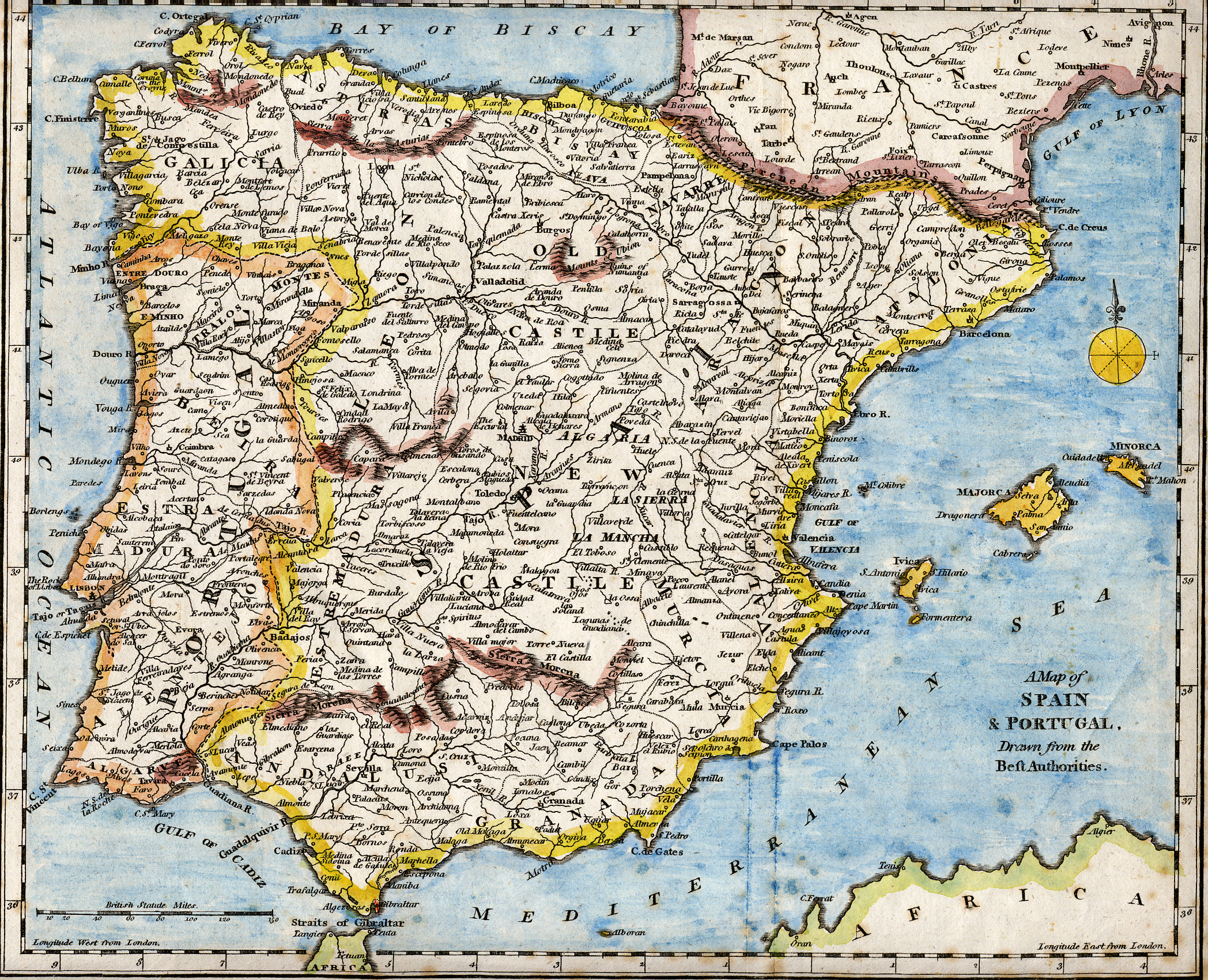
Sefarad. Mapa del grabado al cobre e iluminado a mano: la península ibérica.

En la literatura hebrea postbíblica se ha referido constantemente a la península ibérica con el nombre de Sefarad, que aparece en las obras de autores sefardíes como Isaac Abravanel y Salomón ben Verga. En el siglo XVI, el hebraísta Benito Arias Montano, en su Comentaria in Duodecim Prophetas (Amberes, 1571), recoge también esta idea.
El uso del vocablo «Sefarad» es sumamente frecuente ya desde fines del siglo XX en adelante y se emplea para referirse a la península ibérica y los judíos nacidos, o provenientes, o descendientes de dicha región. Como ejemplos de ello considérese:
- Ministerio de Cultura y Centro Nacional de Exposiciones de España: Toledo, Sinagoga del Tránsito, La vida judía en Sefarad, exposición y catálogo, noviembre de 1991 - enero de 1992
- Centro Cultural Cervantes: "El legado de Sefarad- La España sefardita" - Memoria de Sefarad en América sitio educativo, 2009
- Biblioteca Nacional de España: "Biblias de Sefarad", exposición, con catálogo digitalizado, 2012.
- David Stern, Universidad de Pensilvania: Una introducción al estudio de la Biblia hebrea en Sefarad. Quien afirma que: "Los libros hebreos que los judíos de Sefarad produjeron durante la Edad Media constituyen uno de los logros culturales más importantes de la historia judía. [...] En este ensayo me propongo esbozar las líneas fundamentales de la historia de la Biblia hebrea en Sefarad, desarrollando algún aspecto de carácter más general relacionado con ella."[9]
- Shimon Iakerson, Instituto de Manuscritos Orientales de la Universidad Estatal, San Petersburgo: Los primeros impresos hebreos de Sefarad. Quien explica que: "En la actualidad, no podemos dar una respuesta precisa y adecuada a la pregunta de quiénes fueron los primeros impresores de textos hebreos. De hecho, ni siquiera sabemos si estos fueron de origen sefardí, italiano o askenazí.  A partir de los primeros datos de los que disponemos, podemos únicamente decir que el impresor del primer incunable hebreo que ha sobrevivido era de origen sefardí."[10]
- Museo Sefardí de Toledo (inaugurado en 1964) y Toledo Sefarad: Web Oficial del Toledo Judío (Patronato Municipal de Turismo de Toledo).
- Centro de la Memoria Sefardí de Granada - Granata al-Yahud]
- Centro Sefarad-Israel, Madrid
- Casa de Sefarad, Córdoba (España)
- Radio Sefaradí- Federación de Comunidades Judías de España
- Tarbut Sefarad
- Museo Sefardí, Caracas (inaugurado en 2000).
- Bibliotheca Sefarad: Bibliotheca Sefarad es una biblioteca digital de referencias bibliográficas de judaica especializada en temas hispanojudíos, Inquisición y sefardíes, con especial interés en las publicaciones españolas.
- Centro Cultural Sefarad de Argentina

- eSefarad, Medio de difusión independiente dedicado a la Cultura Sefaradí

El arabista Emilio García Gómez, a quien cita Joseph Pérez, cree inapropiado el uso del término sefardí para referirse a todo aquello lo relativo a los judíos españoles de la época medieval. El origen del término sefardí, según Pérez, sería posterior a la expulsión de 1492 y acaso un modo de distinguir a los judíos procedentes de España de aquellos que ya residían en otros lugares (tal el caso, por ejemplo, de los judíos askenazíes); a raíz de ello, prefiere reservar las palabras Sefarad y sefardí a épocas posteriores a 1492.